# Wang Liping
Wang Liping (Chinees 王丽萍; Fengcheng, 8 juli 1976) is een Chinese snelwandelaarster en olympisch kampioene. Van 2000 tot 2008 had ze het olympische record in handen op het onderdeel 20 km snelwandelen.
In 1998 werd ze derde op de Chinese kampioenschappen 10 km snelwandelen. In 2000 won ze het Chinees kampioenschap 20 km snelwandelen.
Op de Olympische Spelen van Sydney in 2000 won ze olympisch goud voor de Noorse Kjersti Plätzer (zilver) en Spaanse María Vasco (brons). Haar tijd van 1:29.05 was goed voor een nieuw olympisch record. In 2001 behaalde ze op de Universiade in Peking een bronzen medaille achter haar landgenote Gao Hongmiao (goud) en Portugese Susana Feitor (zilver).
Op de Olympische Zomerspelen 2004 in Athene behaalde ze een achtste plaats op het onderdeel 20 km snelwandelen in een tijd van 1:30.16. Het onderdeel werd gewonnen door de Griekse Athanasía Tsoumeléka.

## Titels
- Olympisch kampioene 20 km snelwandelen - 2000
- Chinees kampioene 20 km snelwandelen - 2000

## Persoonlijke records
| Onderdeel          | Prestatie | Datum            | Plaats    |
| ------------------ | --------- | ---------------- | --------- |
| 10 km snelwandelen | 42.53     | 19 april 1997    | Poděbrady |
| 20 km snelwandelen | 1:26.23   | 19 november 2001 | Kanton    |

## Palmares

### 10.000 m snelwandelen
- 1995:  Aziatische kampioenschappen - 46.19,83
- 2001:  Universiade - 44.01

### 20 km snelwandelen
- 2000:  OS - 1:29.05
- 2004: 8e OS - 1:30.16
- 2004: 10e Wereldbeker - 1:29.12
- 2005:  Oost-Aziatische Spelen - 1:34.01
- 2005: DNF WK

2000: Wang Liping ·
2004: Athanasía Tsoumeléka ·
2008: Olga Kaniskina ·
2012: Qieyang Shenjie ·
2016: Liu Hong ·
2020: Antonella Palmisano ·
2024: Yang Jiayu